# Frédéric Casimir de Hanau
Pour les articles homonymes, voir Hanau (homonymie).
Frédéric Casimir de Hanau est né le 4 août 1623 à Bouxwiller et décédé à l'âge de 62 ans le 30 mars 1685 à Hanau. Il hérite du comté de Hanau-Lichtenberg à l'âge de 18 ans, après le décès de son père le comte Philippe Wolfgang de Hanau-Lichtenberg survenu le 14 février 1641. En 1642, il entre en possession du comté de Hanau-Münzenberg après le décès du comte Jean Ernest de Hanau-Münzenberg.

## Indes hanauviennes
Le comte Frédéric-Casimir a échafaudé de nombreux projets qui sont restés sans suite. On peut ainsi citer le projet Sophopolis, une Académie des Sciences et des Arts qui aurait dû exister à Hanau. Mais le plus grand et le plus fantastique de ses projets est la fondation en Amérique du Sud de la Hanauisch-Inde ou Indes hanauviennes, une colonie située entre les fleuves Orénoque et Amazone sur les côtes des actuels Suriname, Guyane française et Brésil. Cette idée fut probablement inspirée au comte par un certain Johann Joachim Becher.
Ce projet entrait dans le cadre d'un contrat qui aurait dû être finalisé avec la Compagnie hollandaise des Indes occidentales. Frédéric Casimir se voyait probablement déjà comme le roi d'un empire tropical, mais ses sujets l'ont vite tourné en ridicule à la manière d'un Picrochole. Ce qui manquait le plus pour mettre en œuvre un tel projet, c'était le financement. Par conséquent, rien de tangible ne s'est vu sur le terrain, en Amérique du Sud. Pour compenser la catastrophe financière qui en aurait découlé, Frédéric Casimir aurait dû donner en gage le comté de Hanau-Lichtenberg au duc de Lorraine et de renier sa foi protestante pour obtenir un soutien du côté catholique. Le comte Frédéric Casimir aurait aussi dû confier les très lucratives salines de Bad Nauheim au landgrave Georges Christian de Hesse-Hombourg. Pour mettre fin à ce projet fou de colonisation d'un aussi grand territoire américain par un si petit état allemand, les héritiers de Frédéric Casimir l'ont déposé en 1680 et ont dirigé à sa place le comté de Hanau-Lichtenberg jusqu'à sa mort survenue en 1685.